# El sueño del Mara'akame
El sueño del Mara'akame és una pel·lícula mexicana dramàtica del 2016, dirigida i escrita per Federico Cecchetti. Es va estrenar al 14è Festival Internacional de Cinema de Morelia i va ser guardonada com a Millor Primer o Segon Llargmetratge mexicà.
El sueño del Mara'akame va rebre 12 nominacions als LIX edició dels Premis Ariel, incloses a la millor pel·lícula i el millor director. Finalment en va guanyar dos, a la millor música original i al millor primer treball.

## Sinopsi
Nieri és un jove indígena huichol que somnia amb tocar en un gran concert amb la seva banda a Ciutat de Mèxic. Tanmateix, el seu pare, que és un mara'akame (xamà dels huichols) vol que segueixi la tradició familiar, consistent en trobar el Cérvol Blau en els seus somnis, cosa que li facilitarà aprendre a guarir i sanar i succeir el seu pare com a mara'akame. Un cop a la gran ciutat, completament perdut entre la multitud, Nieri trobarà la seva visió.

## Repartiment
- Luciano Bautista (Maxa Temai)
- Inocencio de la Cruz Domínguez
- Cruz de la Cruz
- Paly Omar Ezequiel
- Patricio Fernández
- Pascual Hernández
- Antonio Parra (Haka Temai)
- Mariana Treviño

## Premis i nominacions
| Premi       | Data                 | Categoria                    | Nominat | Resultat  | Ref(s) |
| ----------- | -------------------- | ---------------------------- | --- | --------- | ------ |
| Premi Ariel | 11 de juliol de 2017 | Millor pel·lícula            | Fondo para la Producción Cinematográfica de Calidad (FOPROCINE) i Centro Universitario de Estudios Cinematográficos (CUEC) | Nominat   | [ 2 ]  |
| Premi Ariel | 11 de juliol de 2017 | Millor direcció              | Federico Cecchetti | Nominat   | [ 2 ]  |
| Premi Ariel | 11 de juliol de 2017 | Millor coactuació masculina  | Antonio Parra Parra | Nominat   | [ 2 ]  |
| Premi Ariel | 11 de juliol de 2017 | Millor actriu de repartiment | Mariana Treviño | Nominat   | [ 2 ]  |
| Premi Ariel | 11 de juliol de 2017 | Millor revelació masculina   | Luciano Bautista | Nominat   | [ 2 ]  |
| Premi Ariel | 11 de juliol de 2017 | Millor argument original     | Federico Cecchetti | Nominat   | [ 2 ]  |
| Premi Ariel | 11 de juliol de 2017 | Millor opera prima           | Federico Cecchetti | Guanyador | [ 2 ]  |
| Premi Ariel | 11 de juliol de 2017 | Millor banda sonora          | Emiliano Motta | Guanyador | [ 2 ]  |
| Premi Ariel | 11 de juliol de 2017 | Millor so                    | Daniel Rojo and Alicia Segovia                                                                                             | Nominat   | [ 2 ]  |
| Premi Ariel | 11 de juliol de 2017 | Millor edició                | Pierre Saint Martin Castellanos and Raúl Zendejas                                                                          | Nominat   | [ 2 ]  |
| Premi Ariel | 11 de juliol de 2017 | Millor Makeup                | Roberto Ortíz | Nominat   | [ 2 ]  |
| Premi Ariel | 11 de juliol de 2017 | Millor vestuari              | Xihuitl Mariana Gandía | Nominat   | [ 2 ]  |